# Wojbor A. Woyczyński
Wojbor Andrzej Woyczyński (ur. 24 października 1943 w Częstochowie, 14 sierpnia 2021) – polski matematyk, pracujący w USA.

## Życiorys
W 1966 ukończył studia na Wydziale Łączności Politechniki Wrocławskiej, w 1968 doktoryzował się na Uniwersytecie Wrocławskim na podstawie pracy Ind-additive functionals on random vectors napisanej pod kierunkiem Kazimierza Urbanika, habilitował się w 1972. W latach 1977–1982 pracował w Cleveland State University, od 1982 w Case Western Reserve University, w tym w latach 1982–1995 na Wydziale Matematyki i Statystyki, w latach 1995-2013 na Wydziale Statystyki, od 2013 na Wydziale Matematyki, od 1989 jest dyrektorem Center for Stochastic and Chaotic Processes in Science and Technology.
Opublikował m.in. Random Series and Stochastic Integrals. Single and Multiple (1990 – razem z Stanisławem Kwapieniem), Distributions in the Physical and Engineering Sciences: Volume 1: Distributional and Fractal Calculus, Integral Transforms, Wavelets (1997 – z Alexandrem Saichewem), Burgers-KPZ Turbulence. Göttingen Lectures (1998), Introductory Statistics and Random Phenomena: Uncertainty, Complexity and Chaotic Behavior in Engineering and Science (1998 – z Manfredem Denkerem), Distributions in the Physical and Engineering Sciences: Volume 2: Linear and Nonlinear Dynamics in Continuous Media (2013 – z Alexandrem Saichewem).
W 1972 otrzymał Nagrodę im. Stanisława Zaremby, w 2011 Medal Uniwersytetu Wrocławskiego.